# Paulo Morello

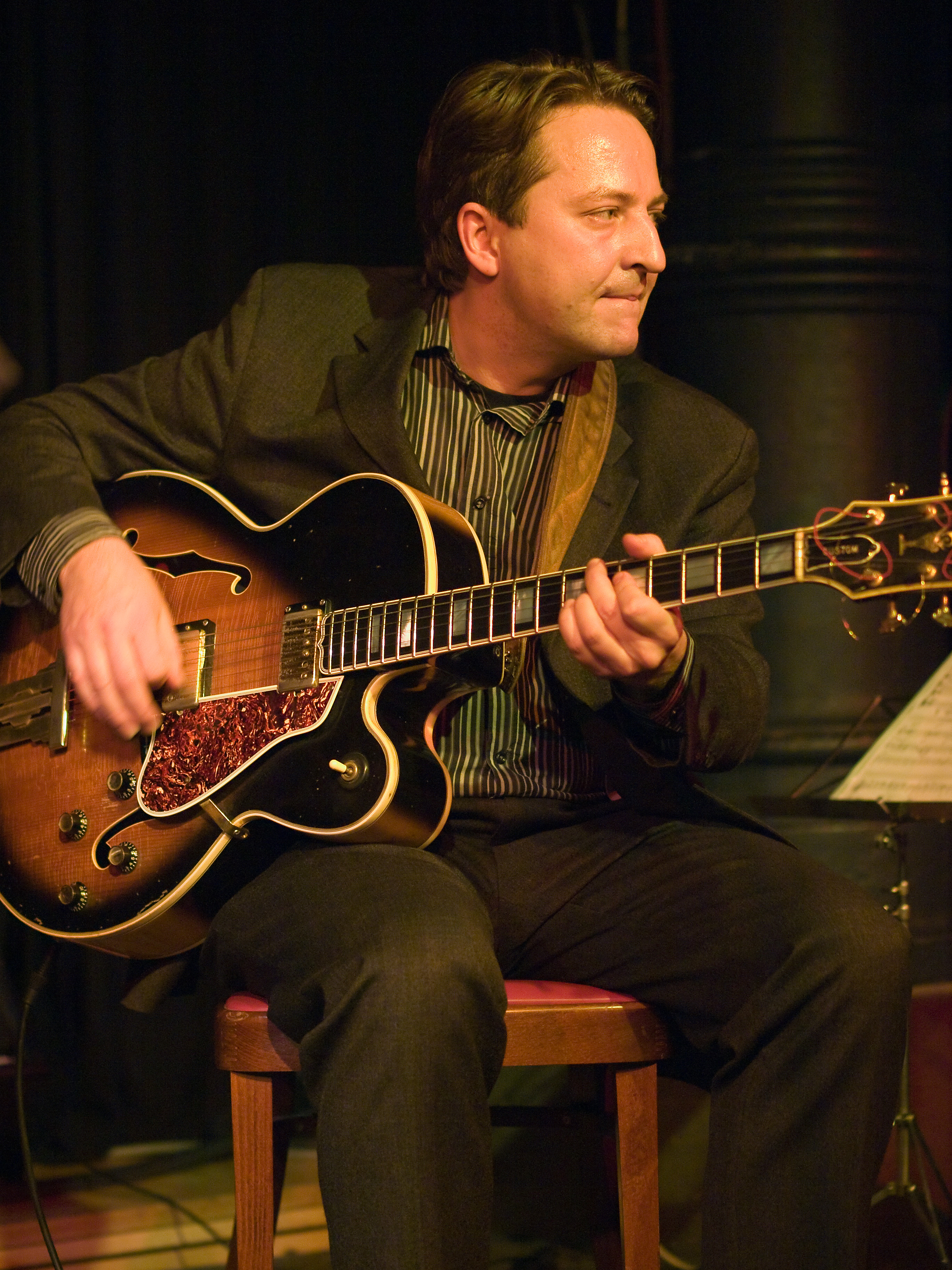
Paulo Morello im Jazzclub Unterfahrt (2009)

Paulo Morello (* 7. Oktober 1970 in Burglengenfeld als Cornelius Paul Schmidkunz) ist ein deutscher Jazzgitarrist, Komponist und Musikproduzent.

## Leben und Wirken
Morello lernte zunächst Blockflöte und dann Geige. In der Pubertät lernte er, zunächst autodidaktisch, E-Gitarre, hatte dann bei einem lokalen Rockgitarristen Unterricht, bevor er mit 17 Jahren zu Helmut Nieberle wechselte. Er studierte das Hauptfach Jazzgitarre am Meistersingerkonservatorium in Nürnberg bei Helmut Kagerer von 1992 bis 1993 und von 1993 bis 1995 an der Hochschule für Musik in Mannheim bei Frank Kuruc. Es folgte ein einjähriger Studienaufenthalt an der New Yorker New School mit dem Hauptfach Jazzgitarre bei Jim Hall und Peter Leitch und zusätzlichem Unterricht bei Buster Williams, Jack Wilkins, Attila Zoller, Richie Beirach und George Garzone. 1996 bis 1998 studierte er erneut an der Musikhochschule Mannheim, wo er seine akademischen Studien mit einer künstlerisch/pädagogischen Diplomprüfung abschloss. Zusätzlich nahm Morello bei Workshops Unterricht u. a. bei Jerry Bergonzi, Mike Stern, Hal Galper, Jimmy Cobb, Frank Foster, Pat Martino, Tal Farlow, John Scofield und Karl Ratzer.
Im Jahr 2001 begann Morello seine internationale Karriere mit dem von ihm gemeinsam mit dem dänisch-deutschen Saxofonisten Kim Barth initiierten und produzierten Projekt „Bossa Nova Legends“. Mit diesem Projekt unternahm er in den folgenden Jahren u. a. mit Leny Andrade und dem Sänger Johnny Alf Tourneen in Europa und Südamerika. Hierbei gastierte er z. B. in der Queen Elisabeth Hall/London Jazz Festival, im Teatro Rival/Rio de Janeiro, beim Verona Jazz Festival/Italien, beim Vilnius Jazz Festival/Litauen und beim San Javier Jazz Festival in Spanien. An dieses Projekt schlossen sich u. a. eine Europa-Tournee mit dem Trio des Organisten Jimmy Smith, Tourneen und eine CD-Produktion mit Paul Kuhn und Greetje Kauffeld, Engagements mit Roberta Gambarini sowie eine Tournee mit dem Kim Barth & Michael Mossman Sextett an.
Im Jahr 2008 stellte Morello gemeinsam mit Jermaine Landsberger und Peter Weniger mit der CD-Produktion Hammond Eggs sein Orgel-Trio vor. Mit den Gastsolisten Randy Brecker und Bob Mintzer erscheint 2013 das 2. Album "Back In The Pan". Im Jahr 2011 folgte mit dem Projekt Night of Jazz Guitars bei der Jazzwoche Burghausen die Präsentation eines Gitarrenquartetts mit Larry Coryell, Helmut Kagerer, Andreas Dombert und dem Gast Philip Catherine. 2012 erschien das Album „Afternoon in Rio“, das Morello gemeinsam mit Tizian Jost und Erivelton Silva produzierte. Weiterhin tourte er mit dem Sambop Quartett, im Trio mit Philip Catherine und mit dem Brazilian Experience Quartet, das er mit Ulf Wakenius leitet.
Morello war seit dem Jahr 1999 als Dozent an der Hochschule für Musik Nürnberg tätig und erteilt Unterricht im instrumentalen Hauptfach Jazz-Gitarre. Zusätzlich unterrichtete er die Big-Band Rhythmusgruppe und leitet eine Brazilian Jazz-Combo. 2020 wurde er als Hochschullehrer ans Jazzinstitut Berlin berufen, wo er seit 2021 Künstlerischer Direktor ist.

## Auswahldiskografie
- Morello & Barth: Fim De Semana Em Eldorado (2002, mit Lucio Nascimento, João Carlos Coutinho Carino, Adriano Correia de Oliveira, Johnny Alf, Alaide Costa)
- Morello & Barth present: Bossa Nova Legends (2004, mit Leny Andrade, Johnny Alf, Alaíde Costa, Pery Ribeiro)
- Greetje Kauffeld & Paul Kuhn Trio: My Shining Hour (2005)
- Paulo Morello, Jermaine Landsberger: Hammond Eggs feat. Peter Weniger (2007)
- Lygia Campos feat. Ivan Lins: Meu Nome e Brasil (2008)
- Morello & Barth present Viviane de Farias: Live (2010)
- Jenny Evans: The Four Seasons of Love (2011)
- Larry Coryell, Paulo Morello, Helmut Kagerer, Andreas Dombert: Night of Jazz Guitars (2011)
- Paulo Morello, Tizian Jost, Erivelton Silva: Afternoon in Rio (2012, mit Hendrik Meurkens, Wolfgang Lackerschmid und Kim Barth)
- Paulo Morello, Jermaine Landsberger, Christoph Huber, Randy Brecker, Bob Mintzer, Tony Lakatos: Hammond Eggs - "Back in the Pan" (2013)
- Paulo Morello, Andreas Dombert, Pat Martino, Larry Coryell, Jim Mullen: Night of Jazz Guitars - "Sounds and Clouds"
- Paulo Morello, Lula Galvão, Dudu Penz, Mauro Martins: Sambop (2018)
- Swing Is Here to Stay (2019, mit Helmut Nieberle, Sven Faller, Scotty Gottwald)
- Philip Catherine, Paulo Morello & Sven Faller: Manoir de mes Reves (Enja 2019)
- Morello / Francel / Faller Living Is Easy, Mostly (2022)[1]
- Philip Catherine, Paulo Morello & Sven Faller: Pourquoi (Enja 2022)[2]

## Ausgewählte Kompositionen
- Amanha – Paulo Morello/Viviane de Farias
- Na Hora Da Paixao – Paulo Morello/Johnny Alf
- Samba I - Kim Barth/Paulo Morello
- Four Seasons Of Love – Paulo Morello/Jenny Evans
- Remembering Jimmy
- Eu Vou Voltar – Paulo Morello/Kim Barth